# Rychta (Vraclávek)
Rychta se nachází na katastrálním území Vraclávek obce Hošťálkovy v okrese Bruntál. Klasicistní venkovský dům se štukovou fasádou chráněn jako kulturní památka od roku 1958  a je zapsán v Ústředním seznamu kulturních památek ČR.

## Popis
Venkovský dům je uváděn jako bývalá rychta, která byla postavena v klasicistním slohu kolem roku 1800. Bývalá rychta je samostatně stojící jednopatrová zděná stavba na půdorysu obdélníku se sedlovou střechou s polovalbou krytou eternitem. Je orientovaná tříosým štítovým průčelím k hlavní komunikaci, které je členěno pilastry, u zaoblených nároží zdvojenými. Vertikálně je členěno kordonovou římsou a hlavní profilovanou římsou. Původně okna v prvním patře byla v profilovaných rámech s ušima a festony v nadokenní i parapetní části. V podlomeném štítu jsou dvě okna v hladkých rámech a po stranách menší okénka. Boční okapové průčelí je pětiosé bez členění. K zadní štítové straně je přistavěn zděný chlév se seníkem v patře.
V interiéru je střední síň s plochým stropem, světnice mají trámové stropy. Chlév je zastropen pruskou plackou.